# Working Woman
Pour plus de détails, voir Fiche technique et Distribution.
Working Woman (אישה עובדת, Isha Ovedet) est un film israélien réalisé par Michal Aviad, sorti en 2018.

## Fiche technique
- Titre : Working Woman
- Titre original : אישה עובדת (Isha Ovedet)
- Réalisation : Michal Aviad
- Scénario : Michal Aviad, Sharon Azulay Eyal et Michal Vinik
- Pays d'origine : Israël
- Date de sortie : 2018

## Distribution
- Liron Ben-Shlush : Orna
- Menashe Noy : Benny
- Oshri Cohen : le mari d'Orna